# جو براند (ممثلة)
جو براند (بالإنجليزية: Jo Brand)‏ (23 يوليو 1957 في المملكة المتحدة)؛ ممرضة، ممثلة كوميدية، مقدمة تلفزيونية، كاتبة سيناريو، ممثلة وروائية بريطانية.

## روابط خارجية
- جو براند على موقع IMDb (الإنجليزية)
- جو براند على موقع ألو سيني (الفرنسية)
- جو براند على موقع ميوزك برينز (الإنجليزية)
- جو براند على موقع أول موفي (الإنجليزية)
- جو براند على موقع قاعدة بيانات الأفلام السويدية (السويدية)
- جو براند على موقع ديسكوغز (الإنجليزية)
- جو براند على موقع قاعدة بيانات الفيلم (الإنجليزية)
- جو براند على موقع كينوبويسك (الروسية)